# Constantina (Argelia)
Constantina (llamada en francés Constantine y en árabe: قسنطينة‎, romanizado: Qusanṭīnah) es el nombre de una ciudad en el noreste de Argelia, capital de la provincia o wilaya del mismo nombre. Durante tiempos romanos era llamada Cirta, y fue rebautizada «Constantina» en honor del emperador Constantino el Grande. Ubicada ligeramente tierra adentro, Constantina se encuentra a unos 80 kilómetros de la costa mediterránea, en los bancos del río Rummel. 
Constantina es considerada la capital de Argelia oriental y el centro comercial de su región, y tiene una población de aproximadamente 450 000 personas, lo que la convierte en la tercera ciudad más grande del país por debajo de Argel y Orán. La aglomeración urbana de Constantina se extiende en un radio de unos quince kilómetros en forma de conurbación que comprende una ciudad matriz y una serie de satélites. La aglomeración de Constantina tenía una población de 943 112 habitantes en 2015, de los cuales solo el 54 % vivía en el municipio de Constantina propiamente dicho. 
Constantina es una ciudad importante en la historia del Mediterráneo. Antiguamente Cirta, capital de Numidia del 300 a. C. al 46 a. C., pasó después a dominio romano. Durante la Edad Media, fue conquistada por los árabes en el siglo VII, y después pasó a formar parte del reino aglabí, del imperio fatimí y, posteriormente, de los reinos zirí, hamadí, almohade y hafsí.
En el siglo XVI se convirtió en capital del beylik de Constantina, sede del poder del bey y vasalla de la regencia de Argel. Durante la conquista francesa de Argelia, fue capturada en 1837, tras un intento fallido en 1836. Durante la guerra de independencia de Argelia, el FLN la incorporó a la wilaya (provincia) II, antes de convertirse en sede de su propia wilaya cuando el país obtuvo la independencia.
Hay numerosos museos y sitios históricos localizados alrededor de la ciudad. Constantina es a menudo llamada la «ciudad de los puentes» gracias a los numerosos y pintorescos puentes que conectan las varias colinas, valles y barrancos sobre las que está construida la ciudad y que la rodean.
Constantina fue nombrada Capital árabe de la cultura en 2015.

## Descripción

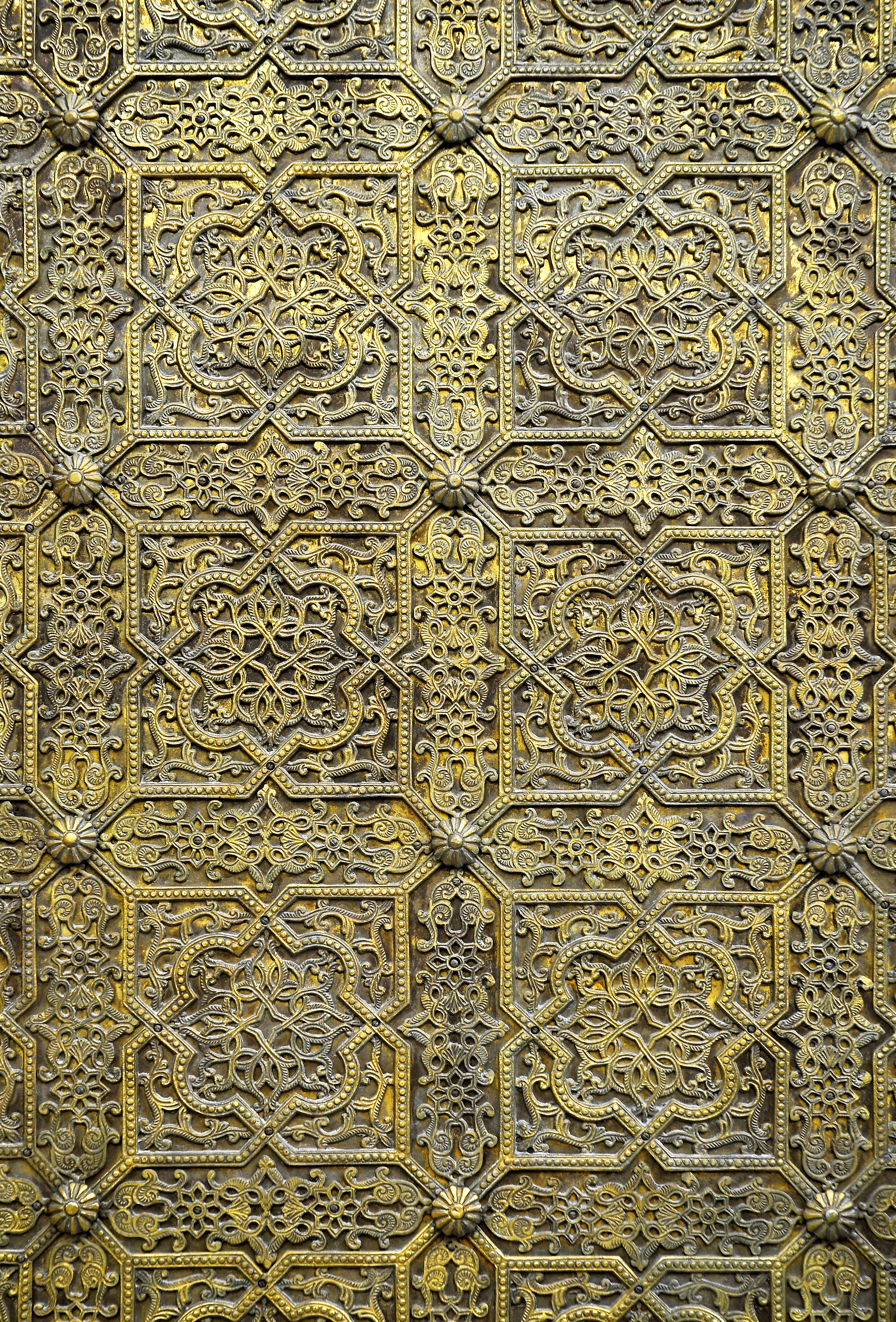
Detalle de una puerta de una mezquita en la ciudad

Situada en el noreste de Argelia y ligeramente en el interior, a unos 80 kilómetros de la costa, se considera a Constantina la capital de la Argelia oriental, con una población de más de 400 000 habitantes y más de 900 000 en el área metropolitana, que la convierten en la tercera ciudad del país (por detrás de Argel y Orán). Fue fundada por emigrantes fenicios.
Debe su nombre al emperador Constantino, que hizo reconstruir la ciudad devastada por Majencio y Domicio Alejandro. Su nombre anterior fue Cirta. Se cree que Constantina fue la capital de la antigua Numidia, un imperio bereber que emergió en el siglo III a. C.
Un profundo barranco de apariencia espectacular rodea la ciudad, que es muy pintoresca, con varios puentes y un viaducto cruzando este despeñadero. Durante el período otomano, la ciudad fue gobernada por un Bey. El último bey de Constantina, Áhmed, ofreció fiera resistencia a las fuerzas de ocupación francesas en 1836. 
Constantina alberga la tumba del héroe nacional argelino Abd al-Qádir y es la ciudad natal del reformador del islam Ibn Badis. También se la conoce por sus universidades (Mentouri, Zerzara, y la Universidad Islámica de El Amir Abdelkader), diseñada por el arquitecto brasileño Oscar Niemeyer. El código postal de Constantina es el 25000.

## Clima
| Parámetros climáticos promedio de Constantina                                                   | Parámetros climáticos promedio de Constantina | Parámetros climáticos promedio de Constantina | Parámetros climáticos promedio de Constantina | Parámetros climáticos promedio de Constantina | Parámetros climáticos promedio de Constantina | Parámetros climáticos promedio de Constantina | Parámetros climáticos promedio de Constantina | Parámetros climáticos promedio de Constantina | Parámetros climáticos promedio de Constantina | Parámetros climáticos promedio de Constantina | Parámetros climáticos promedio de Constantina | Parámetros climáticos promedio de Constantina | Parámetros climáticos promedio de Constantina |
| Mes                                                                                             | Ene.                                          | Feb.                                          | Mar.                                          | Abr.                                          | May.                                          | Jun.                                          | Jul.                                          | Ago.                                          | Sep.                                          | Oct.                                          | Nov.                                          | Dic.                                          | Anual                                         |
| ----------------------------------------------------------------------------------------------- | --------------------------------------------- | --------------------------------------------- | --------------------------------------------- | --------------------------------------------- | --------------------------------------------- | --------------------------------------------- | --------------------------------------------- | --------------------------------------------- | --------------------------------------------- | --------------------------------------------- | --------------------------------------------- | --------------------------------------------- | --------------------------------------------- |
| Temp. máx. abs. (°C)                                                                            | 23.3                                          | 27.0                                          | 32.1                                          | 34.3                                          | 39.0                                          | 42.6                                          | 43.5                                          | 44.0                                          | 41.2                                          | 37.0                                          | 28.0                                          | 27.7                                          | 44.0                                          |
| Temp. máx. media (°C)                                                                           | 11.5                                          | 13.0                                          | 14.9                                          | 18.2                                          | 23.1                                          | 28.6                                          | 33.0                                          | 32.7                                          | 28.1                                          | 22.2                                          | 16.6                                          | 12.3                                          | 21.2                                          |
| Temp. media (°C)                                                                                | 7.1                                           | 8.1                                           | 9.6                                           | 12.4                                          | 16.6                                          | 21.5                                          | 25.2                                          | 25.2                                          | 21.4                                          | 16.4                                          | 11.4                                          | 7.9                                           | 15.2                                          |
| Temp. mín. media (°C)                                                                           | 2.6                                           | 3.1                                           | 4.2                                           | 6.5                                           | 10.0                                          | 14.3                                          | 17.3                                          | 17.6                                          | 14.7                                          | 10.5                                          | 6.1                                           | 3.4                                           | 9.2                                           |
| Temp. mín. abs. (°C)                                                                            | -6.0                                          | -7.6                                          | -4.0                                          | -2.2                                          | 1.0                                           | 4.0                                           | 6.7                                           | 10.0                                          | 7.0                                           | 2.0                                           | -4.0                                          | -5.0                                          | -7.6                                          |
| Precipitación total (mm)                                                                        | 66.6                                          | 58.3                                          | 61.8                                          | 53.2                                          | 41.5                                          | 20.9                                          | 8.9                                           | 12.2                                          | 36.4                                          | 38.4                                          | 43.5                                          | 71.1                                          | 512.8                                         |
| Días de lluvias (≥ 1 mm)                                                                        | 7                                             | 5                                             | 5                                             | 6                                             | 4                                             | 4                                             | 1                                             | 2                                             | 4                                             | 5                                             | 6                                             | 5                                             | 54                                            |
| Días de nevadas (≥ 1 cm)                                                                        | 1                                             | 1                                             | 0                                             | 0                                             | 0                                             | 0                                             | 0                                             | 0                                             | 0                                             | 0                                             | 0                                             | 1                                             | 3                                             |
| Humedad relativa (%)                                                                            | 79.9                                          | 77.3                                          | 73.1                                          | 72.6                                          | 68.0                                          | 55.8                                          | 48.8                                          | 52.9                                          | 65.9                                          | 69.3                                          | 75.8                                          | 79.7                                          | 68.3                                          |
| Fuente n.º 1: NOAA (1961–1990)                                                                  |                                               |                                               |                                               |                                               |                                               |                                               |                                               |                                               |                                               |                                               |                                               |                                               |                                               |
| Fuente n.º 2: climatebase.ru (extremes, humidity) Source #3 Climate Zone (Rainy and snowy days) |                                               |                                               |                                               |                                               |                                               |                                               |                                               |                                               |                                               |                                               |                                               |                                               |                                               |